# アンディ・ジョンズ
アンディ・ジョンズ（Andy Johns、1950年5月20日 - 2013年4月7日）は、イギリスのサウンド・エンジニア、音楽プロデューサー。
ローリング・ストーンズの『メイン・ストリートのならず者』（1972年）、テレヴィジョンの『マーキー・ムーン』（1977年）、および1970年代のレッド・ツェッペリンによる一連のアルバムを含む、いくつかの有名なロック・アルバムに取り組んだ。彼のサウンドは、彼がエンジニアとプロデュースを担当したフリーのアルバム『ハイウェイ』に例示されている。

## 略歴
エンジニアのグリン・ジョンズの弟であるアンディ・ジョンズは、1960年代半ばから後半にかけてグロスターのキングス・スクールに通った。彼はロンドンのオリンピック・スタジオでテープ・オペレーターとしてキャリアをスタートし、そこでプロデューサーのビットガー・"イエロー・リーヴス"・リムウォルドに師事し、ロッド・スチュワート、ジェスロ・タル、ハンブル・パイと一緒に仕事をするようになった。19歳の誕生日を迎えるまでに、彼はジミ・ヘンドリックスなどの録音でエディ・クレイマーのセカンド・エンジニアとして働くようになっていた。40年以上にわたるキャリアの中で、彼はレッド・ツェッペリンやローリング・ストーンズからヴァン・ヘイレンに至るまでのアーティストたちによるレコードをエンジニアまたはプロデュースした。彼が取り組んだレコードの数々は、1億6,000万枚を超える枚数を売り上げている。
ジョンズは、ハート（Hurt）の元ドラマーであるエヴァン・ジョンズと、ロック・シンガーでギタリストのウィル・ジョンズの父親である。また、プロデューサーのイーサン・ジョンズ（グリン・ジョンズの息子）の叔父でもあった。
ジョンズは、ロサンゼルスの病院に短期間滞在して消化性潰瘍の治療を受けた後、2013年4月7日に62歳で亡くなった。